# Orthoperus atomarius
Orthoperus atomarius is een keversoort uit de familie molmkogeltjes (Corylophidae). De wetenschappelijke naam van de soort werd in 1841 gepubliceerd door Heer.